# Mukayras
Mukayras è una città dello Yemen situata nel governatorato di Abyan circa 20 km a sudest della città di Al-Bayda e circa 30 km a nord-est di Lawdar.
Il piccolo centro abitato si trova ad un'altitudine di circa 2.170 m s.l.m.